# Lijst van Nederlandse ministers van Economische Zaken
De minister van Economische Zaken staat aan het hoofd van het ministerie van Economische Zaken. Het ministerie heeft verschillende namen gehad, en is in enkele perioden samengevoegd geweest met andere ministeries. Sinds het begin van het kabinet-Schoof heet het ministerie na zeven jaar weer 'Economische Zaken'. De portefeuille van Klimaat is ondergebracht bij het ministerie van Klimaat en Groene Groei. 

## Bewindslieden sinds 1848
Tussen 1848 en 1877 was het departement onderdeel van het ministerie van Binnenlandse Zaken.
Sinds 1877 hebben onderstaande personen dit ambt in Nederland vervuld:
| Kabinet                                                          | Periode    | Economische Zaken                                 | Partij | Partij           |
| ---------------------------------------------------------------- | ---------- | ------------------------------------------------- | ------ | ---------------- |
| kabinet-Schoof                                                   | 2025-heden | Vincent Karremans                                 |        | VVD              |
| kabinet-Schoof                                                   | 2025       | Eelco Heinen (a.i.)                               |        | VVD              |
| kabinet-Schoof                                                   | 2024-2025  | Dirk Beljaarts                                    |        | PVV              |
| vanaf 2024 Minister van Economische Zaken                        |            |                                                   |        |                  |
| Kabinet                                                          | Periode    | Economische Zaken en Klimaat                      | Partij | Partij           |
| kabinet-Rutte IV                                                 | 2022-2024  | Micky Adriaansens                                 |        | VVD              |
| kabinet-Rutte III                                                | 2021-2022  | Stef Blok                                         |        | VVD              |
| kabinet-Rutte III                                                | 2021       | Bas van 't Wout                                   |        | VVD              |
| kabinet-Rutte III                                                | 2021       | Cora van Nieuwenhuizen (a.i.)                     |        | VVD              |
| kabinet-Rutte III                                                | 2017-2021  | Eric Wiebes                                       |        | VVD              |
| vanaf 2017 Minister van Economische Zaken en Klimaat             |            |                                                   |        |                  |
| Kabinet                                                          | Periode    | Economische Zaken                                 | Partij | Partij           |
| kabinet-Rutte II                                                 | 2012-2017  | Henk Kamp                                         |        | VVD              |
| vanaf 2012 Minister van Economische Zaken                        |            |                                                   |        |                  |
| Kabinet                                                          | Periode    | Economische Zaken, Landbouw en Innovatie          | Partij | Partij           |
| kabinet-Rutte I                                                  | 2010-2012  | Maxime Verhagen                                   |        | CDA              |
| vanaf 2010 Minister van Economische Zaken, Landbouw en Innovatie |            |                                                   |        |                  |
| Kabinet                                                          | Periode    | Economische Zaken                                 | Partij | Partij           |
| kabinet-Balkenende IV                                            | 2007-2010  | Maria van der Hoeven                              |        | CDA              |
| kabinet-Balkenende III                                           | 2006-2007  | Joop Wijn                                         |        | CDA              |
| kabinet-Balkenende II                                            | 2006       | Gerrit Zalm (a.i.)                                |        | VVD              |
| kabinet-Balkenende II                                            | 2003-2006  | Laurens Jan Brinkhorst                            |        | D66              |
| kabinet-Balkenende I                                             | 2002-2003  | Hans Hoogervorst                                  |        | VVD              |
| kabinet-Balkenende I                                             | 2002       | Herman Heinsbroek                                 |        | LPF              |
| kabinet-Kok II                                                   | 1998-2002  | Annemarie Jorritsma-Lebbink                       |        | VVD              |
| kabinet-Kok I                                                    | 1994-1998  | Hans Wijers                                       |        | D66              |
| kabinet-Lubbers III                                              | 1989-1994  | Koos Andriessen                                   |        | CDA              |
| kabinet-Lubbers II                                               | 1986-1989  | Rudolf de Korte                                   |        | VVD              |
| kabinet-Lubbers I                                                | 1982-1986  | Gijs van Aardenne                                 |        | VVD              |
| kabinet-Van Agt III                                              | 1982       | Jan Terlouw                                       |        | D66              |
| kabinet-Van Agt II                                               | 1981-1982  | Jan Terlouw                                       |        | D66              |
| kabinet-Van Agt I                                                | 1977-1981  | Gijs van Aardenne                                 |        | VVD              |
| kabinet-Den Uyl                                                  | 1973-1977  | Ruud Lubbers                                      |        | KVP              |
| kabinet-Biesheuvel II                                            | 1972-1973  | Harrie Langman                                    |        | VVD              |
| kabinet-Biesheuvel I                                             | 1971-1972  | Harrie Langman                                    |        | VVD              |
| kabinet-De Jong                                                  | 1970-1971  | Roelof Nelissen                                   |        | KVP              |
| kabinet-De Jong                                                  | 1970       | Johan Witteveen (a.i.)                            |        | VVD              |
| kabinet-De Jong                                                  | 1967-1970  | Leo de Block                                      |        | KVP              |
| kabinet-Zijlstra                                                 | 1966-1967  | Joop Bakker                                       |        | ARP              |
| kabinet-Cals                                                     | 1965-1966  | Joop den Uyl                                      |        | PvdA             |
| kabinet-Marijnen                                                 | 1963-1965  | Koos Andriessen                                   |        | CHU              |
| kabinet-De Quay                                                  | 1959-1963  | Jan Willem de Pous                                |        | CHU              |
| kabinet-Beel II                                                  | 1958-1959  | Jelle Zijlstra                                    |        | ARP              |
| kabinet-Drees III                                                | 1956-1958  | Jelle Zijlstra                                    |        | ARP              |
| kabinet-Drees II                                                 | 1952-1956  | Jelle Zijlstra                                    |        | ARP              |
| kabinet-Drees I                                                  | 1951-1952  | Jan van den Brink                                 |        | KVP              |
| kabinet-Drees-Van Schaik                                         | 1948-1951  | Jan van den Brink                                 |        | KVP              |
| kabinet-Beel I                                                   | 1948       | Jan van den Brink                                 |        | KVP              |
| kabinet-Beel I                                                   | 1948       | Sicco Mansholt (a.i.)                             |        | PvdA             |
| kabinet-Beel I                                                   | 1946-1948  | Gerardus Huysmans                                 |        | KVP              |
| vanaf 1946 Minister van Economische Zaken                        |            |                                                   |        |                  |
| Kabinet                                                          | Periode    | Handel en Nijverheid                              | Partij | Partij           |
| kabinet-Schermerhorn-Drees                                       | 1945-1946  | Hendrik Vos                                       |        | SDAP, later PvdA |
| vanaf 1945 Minister van Handel en Nijverheid                     |            |                                                   |        |                  |
| Kabinet                                                          | Periode    | Handel, Nijverheid en Landbouw                    | Partij | Partij           |
| kabinet-Gerbrandy III                                            | 1945       | Johannes Hendrik Gispen                           |        | ARP              |
| kabinet-Gerbrandy II                                             | 1944-1945  | Johannes van den Broek                            |        | O, lib.          |
| vanaf 1944 Minister van Handel, Nijverheid en Landbouw           |            |                                                   |        |                  |
| Kabinet                                                          | Periode    | Handel, Nijverheid en Scheepvaart                 | Partij | Partij           |
| kabinet-Gerbrandy II                                             | 1942-1944  | Petrus Adrianus Kerstens                          |        | RKSP             |
| kabinet-Gerbrandy II                                             | 1941-1942  | Jan van den Tempel (a.i.)                         |        | SDAP             |
| kabinet-Gerbrandy II                                             | 1941       | Maximilien Paul Léon Steenberghe                  |        | RKSP             |
| kabinet-Gerbrandy I                                              | 1940-1941  | Maximilien Paul Léon Steenberghe                  |        | RKSP             |
| kabinet-De Geer II                                               | 1939-1940  | Maximilien Paul Léon Steenberghe                  |        | RKSP             |
| vanaf 1940 Minister van Handel, Nijverheid en Scheepvaart        |            |                                                   |        |                  |
| Kabinet                                                          | Periode    | Economische Zaken                                 | Partij | Partij           |
| kabinet-De Geer II                                               | 1939-1940  | Maximilien Paul Léon Steenberghe                  |        | RKSP             |
| kabinet-Colijn V                                                 | 1939       | Hendrikus Colijn (a.i.)                           |        | ARP              |
| kabinet-Colijn IV                                                | 1937-1939  | Maximilien Paul Léon Steenberghe                  |        | RKSP             |
| vanaf juli 1937 Minister van Economische Zaken                   |            |                                                   |        |                  |
| Kabinet                                                          | Periode    | Handel, Nijverheid en Scheepvaart                 | Partij | Partij           |
| kabinet-Colijn IV                                                | 1937-1939  | Maximilien Paul Léon Steenberghe                  |        | RKSP             |
| vanaf juni 1937 Minister van Handel, Nijverheid en Scheepvaart   |            |                                                   |        |                  |
| Kabinet                                                          | Periode    | Economische Zaken                                 | Partij | Partij           |
| kabinet-Colijn III                                               | 1935-1937  | Henri Caspar Joseph Hubert Gelissen               |        | RKSP             |
| kabinet-Colijn II                                                | 1935       | Henri Caspar Joseph Hubert Gelissen               |        | RKSP             |
| kabinet-Colijn II                                                | 1934-1935  | Maximilien Paul Léon Steenberghe                  |        | RKSP             |
| kabinet-Colijn II                                                | 1934       | Hendrikus Colijn (a.i.)                           |        | ARP              |
| kabinet-Colijn II                                                | 1933-1934  | Timotheus Josephus Verschuur                      |        | RKSP             |
| vanaf 1933 Minister van Economische Zaken                        |            |                                                   |        |                  |
| Kabinet                                                          | Periode    | Economische Zaken en Arbeid                       | Partij | Partij           |
| kabinet-Colijn II                                                | 1933-1935  | Timotheus Josephus Verschuur                      |        | RKSP             |
| kabinet-Ruijs de Beerenbrouck III                                | 1929-1933  | Timotheus Josephus Verschuur                      |        | RKSP             |
| vanaf 1932 Minister van Economische Zaken en Arbeid              |            |                                                   |        |                  |
| Kabinet                                                          | Periode    | Arbeid, Handel en Nijverheid                      | Partij | Partij           |
| kabinet-Ruijs de Beerenbrouck III                                | 1929-1933  | Timotheus Josephus Verschuur                      |        | RKSP             |
| kabinet-De Geer I                                                | 1926-1929  | Jan Rudolph Slotemaker de Bruïne                  |        | CHU              |
| kabinet-Colijn I                                                 | 1925-1926  | Dionysius Adrianus Petrus Norbertus Koolen        |        | RKSP             |
| kabinet-Ruijs de Beerenbrouck II                                 | 1923-1925  | Petrus Josephus Mattheüs Aalberse                 |        | RKSP             |
| vanaf 1923 Minister van Arbeid, Handel en Nijverheid             |            |                                                   |        |                  |
| Kabinet                                                          | Periode    | Landbouw, Nijverheid en Handel                    | Partij | Partij           |
| kabinet-Ruijs de Beerenbrouck II                                 | 1922-1923  | Charles Joseph Marie Ruijs de Beerenbrouck (a.i.) |        | RKSP             |
| kabinet-Ruijs de Beerenbrouck I                                  | 1922       | Charles Joseph Marie Ruijs de Beerenbrouck (a.i.) |        | RKSP             |
| kabinet-Ruijs de Beerenbrouck I                                  | 1918-1922  | Hendrik Albert van IJsselsteyn                    |        | O, chr.his.      |
| kabinet-Cort van der Linden                                      | 1914-1918  | Folkert Evert Posthuma                            |        | O, con.lib.      |
| kabinet-Cort van der Linden                                      | 1913-1914  | Marie Willem Frederik Treub                       |        | VDB              |
| kabinet-Heemskerk                                                | 1908-1913  | Aritius Sybrandus Talma                           |        | ARP              |
| kabinet-De Meester                                               | 1905-1908  | Jacob Dirk Veegens                                |        | VDB              |
| vanaf 1905 Minister van Landbouw, Nijverheid en Handel           |            |                                                   |        |                  |
| Kabinet                                                          | Periode    | Waterstaat, Handel en Nijverheid                  | Partij | Partij           |
| kabinet-De Meester                                               | 1905-1908  | Jacob Kraus                                       |        | LU               |
| kabinet-Kuyper                                                   | 1901-1905  | Johannes Christiaan de Marez Oyens                |        | ARP              |
| kabinet-Pierson                                                  | 1897-1901  | Cornelis Lely                                     |        | LU               |
| kabinet-Röell                                                    | 1894-1897  | Philippe Willem van der Sleyden                   |        | O, oud-lib.      |
| kabinet-Van Tienhoven                                            | 1891-1894  | Cornelis Lely                                     |        | LU               |
| kabinet-Mackay                                                   | 1888-1891  | Jacob Petrus Havelaar                             |        | ARP              |
| kabinet-Heemskerk Azn.                                           | 1887-1888  | Jacob Nicolaas Bastert                            |        | O, con.lib.      |
| kabinet-Heemskerk Azn.                                           | 1887       | Frederik Cornelis Tromp (a.i.)                    |        | O, con.lib.      |
| kabinet-Heemskerk Azn.                                           | 1883-1887  | Johannes Gregorius van den Bergh                  |        | RK, con.         |
| kabinet-Van Lynden van Sandenburg                                | 1879-1883  | Guillaume Jean Gérard Klerck                      |        | O, con.lib.      |
| kabinet-Kappeyne van de Coppello                                 | 1877-1879  | Johannes Tak van Poortvliet                       |        | O, oud-lib.      |
| vanaf 1877 Minister van Waterstaat, Handel en Nijverheid         |            |                                                   |        |                  |
| voor 1877: zie Minister van Binnenlandse Zaken                   |            |                                                   |        |                  |

## Onder koning Willem I 1814-1840
- Minister van Nationale Nijverheid en Koloniën (a.i.): Jhr.Mr. G.G. Clifford, van 1 oktober 1831 tot 1 januari 1834
- Directeur-generaal van Waterstaat, Nationale Nijverheid en Koloniën (a.i.): Jhr.Mr. G.G. Clifford, van 4 oktober 1830 tot 1 oktober 1831
- Minister van Waterstaat, Nationale Nijverheid en Koloniën: Mr. P.L.J.S. van Gobbelschroy, van 1 januari 1830 tot 4 oktober 1830
- Minister van Nationale Nijverheid en Koloniën: Mr. C.Th. Elout, van 30 maart 1824 tot 5 april 1825
- Minister van Publiek Onderwijs, Nationale Nijverheid en Koloniën: Mr. A.R. Falck, van 19 maart 1818 tot 30 maart 1824
- Directeur-generaal van Koophandel en Koloniën: J. baron Goldberg (a.i.), van 16 september 1815 tot 19 maart 1818
- Secretaris-generaal van Koophandel en Koloniën:
  - J. baron Goldberg (a.i.), van 2 december 1814 tot 16 september 1815
  - J.C. van der Hoop (a.i.), van 29 juli 1814 tot 14 september 1814
- Secretaris van staat voor Koophandel en Koloniën: Mr. G.A.G.Ph. baron van der Capellen, van 6 april 1814 tot 29 juli 1814

## Onder koning Lodewijk Napoleon 1806-1810
- Minister van Indië en Koophandel
  - J.J. Cambier, van 10 juli 1807 tot 8 januari 1808
  - Jhr. Mr. P. van der Heim, van 29 juni 1806 tot 10 december 1807

## Uitvoerend Bewind 1798-1801
- Agent van Nationale Economie:
  - J.H. van der Palm (a.i.), van 2 oktober 1801 tot 8 december 1801
  - J. baron Goldberg, van 5 juli 1799 tot 2 oktober 1801